# Robert Schumacher (Politiker, 1936)
Robert Schumacher (* 13. Januar 1936 in Remscheid; † 14. Januar 1995) war ein deutscher Politiker der SPD.

## Ausbildung und Beruf
Nach der Volksschule und der Erlangung der Fachschulreife absolvierte Robert Schumacher eine Ausbildung im Installateur- und Heizungsbauhandwerk, die er 1954 mit der Gesellenprüfung abschloss. Von 1958 bis 1959 besuchte er die Staatliche Technikerschule in Karlsruhe. Die Meisterprüfung legte er 1959 ab. Im Anschluss besuchte er die Bundesfachschule für das Installateur- und Zentralheizungsbauerhandwerk, die er 1959 als staatlich geprüfter Heizungstechniker beendete. Von 1959 bis 1982 hatte er die Leitung eines Handwerksbetriebs für Sanitär- und Heizungstechnik.

## Politik
Robert Schumacher war seit 1963 Mitglied der SPD. Im SPD-Unterbezirksvorstand Remscheid war er von 1970 bis 1995 Mitglied. Schumacher wurde 1964 Mitglied des Rates der Stadt Remscheid, das er bis zu seinem Tode 1995 blieb. Er war ab 1972 Fraktionsvorsitzender der SPD im Rat. Schumacher war Mitglied der Arbeiterwohlfahrt und Mitglied der Pro Familia.
Robert Schumacher war vom 29. Mai 1980 bis zu seinem Tode am 14. Januar 1995 direkt gewähltes Mitglied des 9. 10. und 11. Landtags von Nordrhein-Westfalen für den Wahlkreis 037 Remscheid.